# سوازنا فورتيس
سوازنا فورتيس (بالإسبانية: Susana Fortes)‏ (15 نوفمبر 1959، بونتيفيدرا في إسبانيا)؛ صحفية، كاتِبة وروائية إسبانية.

## روابط خارجية
- سوازنا فورتيس على موقع IMDb (الإنجليزية)